# ترقه (فیلم)
«ترقه» (انگلیسی: Firecracker (film)) یک فیلم است که در سال ۲۰۰۵ منتشر شد. از بازیگران آن می‌توان به کارن بلک، کاتلین ویلهویت، و مایک پاتن اشاره کرد.